# 1008 (numero)
Milleotto (1008) è il numero naturale dopo il 1007 e prima del 1009.

## Proprietà matematiche
- È un numero pari.
- È un numero composto da 30 divisori: 1, 2, 3, 4, 6, 7, 8, 9, 12, 14, 16, 18, 21, 24, 28, 36, 42, 48, 56, 63, 72, 84, 112, 126, 144, 168, 252, 336, 504, 1008. Poiché la somma dei suoi divisori (escluso il numero stesso) è 2216 > 1008, è un numero abbondante.
- È un numero semiperfetto in quanto pari alla somma di alcuni (o tutti) i suoi divisori.
- È un numero pratico.
- È un numero congruente.
- È un numero malvagio.
- È parte delle terne pitagoriche (119, 1008, 1015), (135, 1008, 1017), (156, 1008, 1020), (256, 1008, 1040), (294, 1008, 1050), (420, 1008, 1092), (460, 1008, 1108), (570, 1008, 1158), (594, 1008, 1170), (756, 1008, 1260),(910, 1008, 1358), (960, 1008, 1392), (1008, 1100, 1492), (1008, 1131, 1515), (1008, 1155, 1533), (1008, 1344, 1680), (1008, 1406, 1730), (1008, 1581, 1875), (1008, 1620, 1908), (1008, 1890, 2142), (1008, 2156, 2380),(1008, 2244, 2460), (1008, 2494, 2690), (1008, 2550, 2742), (1008, 2940, 3108), (1008, 3055, 3217), (1008, 3456, 3600), (1008, 3905, 4033), (1008, 3969, 4095), (1008, 4480, 4592), (1008, 4650, 4758), (1008, 5135, 5233), (1008, 5244, 5340), (1008, 6006, 6090), (1008, 7020, 7092), (1008, 7906, 7970), (1008, 9044, 9100), (1008, 9381, 9435), (1008, 10560, 10608), (1008, 12075, 12117), (1008, 14094, 14130), (1008, 15860, 15892), (1008, 18130, 18158), (1008, 21156, 21180), (1008, 28215, 28233), (1008, 31744, 31760), (1008, 36281, 36295), (1008, 42330, 42342), (1008, 63500, 63508), (1008, 84669, 84675),(1008, 127006, 127010), (1008, 254015, 254017).

## Astronomia
- 1008 La Paz è un asteroide della fascia principale del sistema solare.

## Astronautica
- Cosmos 1008 è un satellite artificiale russo.